# Ii (Finlandia)
Ii (in svedese Ijo) è un comune finlandese di 9853 abitanti, situato nella regione dell'Ostrobotnia Settentrionale.

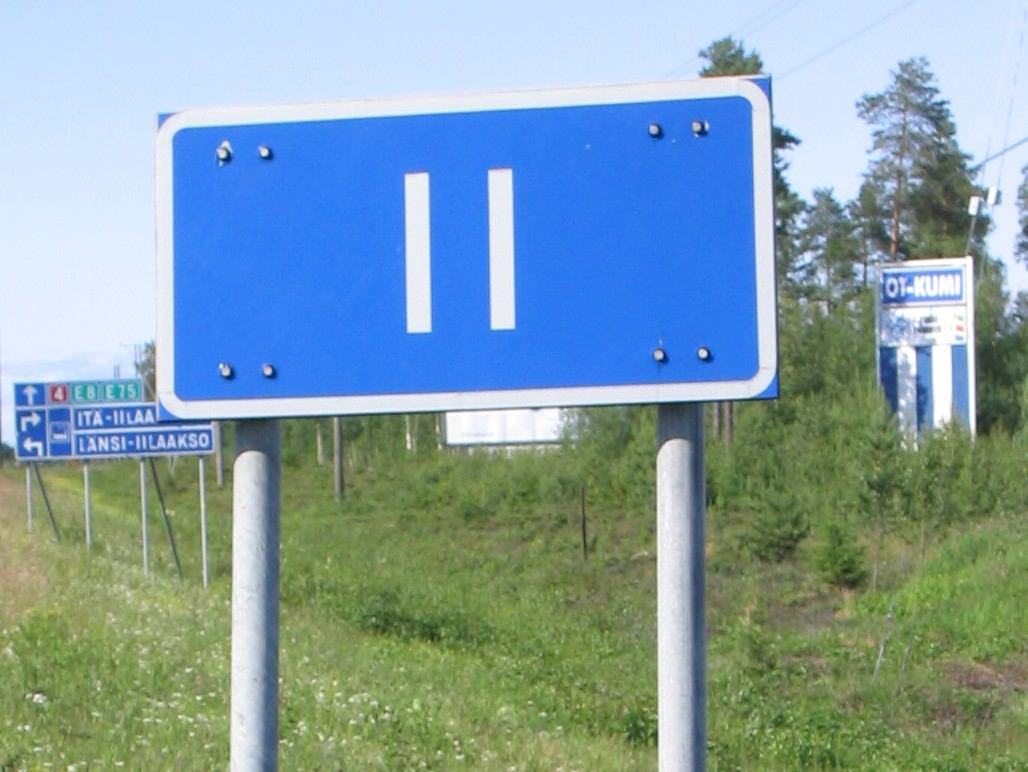
Cartello segnaletico della città finlandese di Ii.